# Sarel Cilliers
Charl (Sarel) Arnoldus Cilliers (1801-1871) — jeden z liderów voortrekkerów, dowódca wojskowy i kaznodzieja.
Sarel Cillers urodził się 7 września 1801 roku w Schoongezicht w dystrykcie Klein-Drakenstein niedaleko Paarl w Kolonii Przylądkowej jako czwarte z siedmiorga dzieci Sarela i Elizabeth Cathariny Louw. Przodkowie Cillersa wywodzili się z hugenotów, którzy przybyli na Przylądek Dobrej Nadziei w 1700 roku.
W 1806 roku rodzina Cilliersów przeniosła się do Agter-Sneeuberg (dzisiaj: Nieu-Bethesda), w dystrykcie Graaff-Reinet. Tu uczęszczał do szkoły biblijnej, by później zostać pastorem w miejscowym zborze. 6 października 1823 roku poślubił Annę Francinę Viljoen, córkę Christophera Viljoena i Aletty Booysen z Welgevonden. Para doczekała się jedenaściorga dzieci.
Na skutek szykan brytyjskiej administracji kolonialnej w latach 20. XIX stulecia wśród burskich farmerów pojawiła się idea znalezienia nowej Ziemi Obiecanej w interiorze. W rezultacie tysiące Burów opuściło Kolonię Przylądkową rozpoczynając Wielki Trek. 35-letni Cillers wraz z żoną i sześciorgiem dzieci dołączył do wędrówki.
Wraz z Andriesem Pretoriusem był autorem zwycięstwa Burów w bitwie nad Blood River w 1838 roku. Cilliers był orędownikiem złożenia Bogu przysięgi przed bitwą z Zulusami, w której, w przypadku wygranej, obiecano wybudowanie kościoła i w każdą rocznicę, świętowania tego dnia - tak samo jak niedzieli - po wsze czasy.
Dzień ten, 16 grudnia, do 1994 roku był świętem państwowym w Południowej Afryce jako Dzień Przysięgi, a po tej dacie stał się Dniem Pojednania.
Cilliers był prominentnym członkiem Gereformeerde Kerk - radykalnego odłamu Holenderskiego Kościoła Reformowanego. Współcześni określali go jako człowieka krępego, niskiego wzrostu, o żarliwiej religijności.
Sarel Cilliers zmarł w sławie bohatera w dniu 4 października 1871 roku w Doornkloof, w dystrykcie Lindley, w Wolnym Państwie Oranje.
W Kroonstad znajduje się muzeum Sarela Cilliersa, a przed kościołem w centrum miasta stoi jego pomnik. Wiele ulic w Południowej Afryce zostało nazwanych imieniem Cilliersa.
Położone w Wolnym Państwie Oranje miasto Kroonstad zostało nazwane na cześć konia Cillersa o imieniu Kroon, który utonął w nurtach pobliskiej rzeki, nazwanej od tego wydarzenia Kroonspruit.